# Cipora Obzilerová
Cipora Obzilerová (* 19. dubna 1973, Giv'atajim) je bývalá izraelská profesionální tenistka. Ve své kariéře na okruhu WTA Tour nevyhrála žádný turnaj. V rámci okruhu ITF získala čtrnáct titulů ve dvouhře a čtrnáct ve čtyřhře.
Na žebříčku WTA byla nejvýše ve dvouhře klasifikována v červenci 2007 na 75. místě a ve čtyřhře pak v dubnu 2000 na 149. místě.
Jediné finále na okruhu WTA odehrála 30. září 2007, když na kantonském turnaji podlehla she Virginii Razzanové 0–6, 3–6.

## Fed Cup
Za fedcupový tým Izraele odehrála v letech 1994–2007 78 utkání s bilancí 48 výher a 30 proher, včetně 12 vítězství v posledních 13 zápasech.
Spolu s krajankou Annou Smašnovovou drží v soutěži světový rekord, když obě nastoupily k nejvíce mezistátním zápasům, a to 61 izraelským utkáním.

## Soukromý život
Obzilerová hovoří hebrejsky a anglicky. Po ukončení střední školy vykonávala dvouletou vojenskou službu u Izraelských obranných sil. Na norfolkské Old Dominion University ve Virginii získala bakalářský (B.A.) titul v oboru výpočetní technika.
V rozhovoru pro izraelský deník Ma'ariv uvedla, že je lesba. Má dceru Lihi. V době gravidity a po porodu v roce 2008 přerušila tenisovou kariéru.
13. srpna 2009 na tiskové konferenci oznámila ukončení profesionální dráhy.

## Finálové účasti na turnajích WTA Tour
| Legenda: před 2009      | Legenda: od 2009      |
| ----------------------- | --------------------- |
| Turnaje Grand Slamu (0) |                       |
| WTA Championships (0)   |                       |
| Tier I (0)              | Premier Mandatory (0) |
| Tier II (0)             | Premier 5 (0)         |
| Tier III (0–1)          | Premier (0)           |
| Tier IV & V (0)         | International (0)     |

### Dvouhra: 1 (0–1)

#### Finalistka
| Č. | Datum         | Turnaj      | Povrch | Vítězka            | Výsledek |
| -- | ------------- | ----------- | ------ | ------------------ | -------- |
| 1. | 30. září 2007 | Kanton, ČLR | tvrdý  | Virginie Razzanová | 6–0, 6–3 |